# جام اتحادیه فوتبال انگلستان ۲۳–۲۰۲۲
جام اتحادیه فوتبال انگلستان ۲۳–۲۰۲۲ شصت و سومین فصل جام اتحادیه باشگاه‌های انگلستان (که به‌دلیل حامی مالی آن، به‌عنوان جام کارابائو (به انگلیسی: Carabao Cup) شناخته می‌شود). است. این رقابت‌ها برای تمامی باشگاه‌های شرکت‌کننده در لیگ برتر و لیگ فوتبال انگلیس آزاد است. برندهٔ این رقابت برای دور پلی آف لیگ کنفرانس اروپا ۲۴–۲۰۲۳ واجد شرایط می‌شود.
لیورپول مدافع عنوان قهرمانی بود و چلسی را در ضربات پنالتی شکست داد تا در فینال فصل قبل نهمین عنوان قهرمانی را کسب کند، اما در دور چهارم توسط منچستر سیتی حذف شد.
فینال در استادیوم ومبلی در ۲۶ فوریه ۲۰۲۳ برگزار شد. کازمیرو در دقیقه ۳۳ گلزنی کرد تا منچستر یونایتد ۱–۰ پیش بیفتد و سون باتمن با یک گل به خودی شش دقیقه بعد نتیجه بازی را ۲–۰ کرد.